# 마젤란검은머리물떼새
마젤란검은머리물떼새(Magellanic oystercatcher)는 검은머리물떼새과의 한 종으로 아르헨티나, 칠레, 포클랜드 제도의 호수나 호숫가에서 발견된다.